# پنجاه طیف تاریک‌تر: موسیقی متن فیلم اصلی
پنجاه طیف تاریک‌تر: موسیقی متن فیلم اصلی (انگلیسی: Fifty Shades Darker: Original Motion Picture Soundtrack) آلبوم موسیقی متن فیلم ۲۰۱۷ پنجاه طیف تاریک‌تر، اقتباسی سینمایی از رمانی به همین نام اثر ای.ال. جیمز است. آلبوم توسط ریپابلیک رکوردز در ۱۰ فوریه ۲۰۱۷ منتشر شد.